# シディ・ブ・サイド
シディ・ブ・サイド （フランス語: Sidi Bou Said; アラビア語: سيدي بو سعيد, ラテン文字転写: Sīdi Bū Sʻīd）は、チュニジアの自治体。首都チュニスの北東約20 kmにある観光地である。人口は5,409人（2004年）。
カルタゴとチュニス湾を見下ろす断崖の上にあり、地名は聖人であるアブー・サイード・アル＝バージーにちなむ。チュニスからTGMを利用して行ける。 

## 歴史

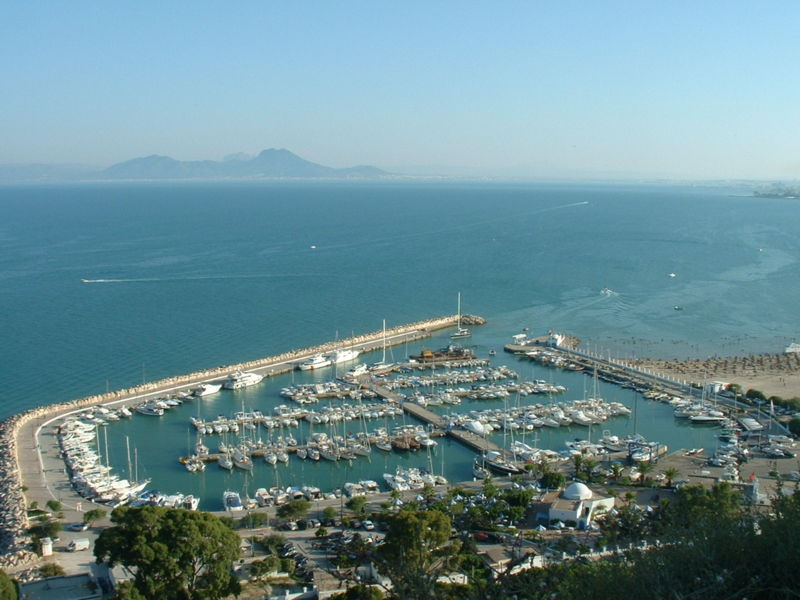
港

カルタゴ、そして古代ローマは、現在のシディ・ブ・サイドのある高台に灯台を設置していた。6 m×5 mのモザイクが、かつてこの地にローマ荘園があったことを伝えている。
11世紀、村のある高台がムラービト朝によってチュニジア北東部海岸の防衛のため選ばれた。監視塔と灯台が建設された。彼らは丘にジェベル・メナラ（Djebel Menara、灯台の山）という名を与えた。 
1156年にベジャで生まれたアブー・サイード・アル＝バージーは、チュニスで教師をし、その名をとどめた。晩年になって彼はジェルバ・メナラへ引退し、カルタゴ岬を占める丘の上にリバートを建てた。それは見張りをするためと、スーフィズムを教えるためであった。彼は『海の師』というあだ名をつけられた。それは、この場所近くに航行してくる船乗りを受け入れ保護すると考えられていたからだった。彼は1231年に亡くなり、丘に埋葬された。彼のザーウィア（マグレブの神学校）はおそらく、彼の名を冠する村の最古の部分である。
村の北側にある考古学上の痕跡から、当時その場所を壁が囲んでいたと考察される。
17世紀以降、この村の魅力にチュニジアのブルジョワ階級が惹きつけられ、彼らは贅を凝らした家を建てた。1893年に郡区となった時、村にはシディ・ブ・サイドの名が与えられた。1915年8月28日、村の景観保護の政令が導入され、1909年からシディ・ブ・サイドに邸宅をかまえていたロドルフ・デルランジェ男爵の愛する青と白が強制され、岬の上へ無秩序な建物建設を禁じられた。こういった措置は世界で初めてシディ・ブ・サイドで指定された。デルランジェはアラブ・アンダルシア音楽の一種であるマアルーフの復興を助けた人物である。彼の暮らした邸宅エンナイマ・エッザフラ（Ennajma Ezzahra）は、現在、アラブ地中海音楽センターとなっている。20世紀、シディ・ブ・サイドは多くの芸術家、音楽家、作家を魅了した。これらの中にはフランソワ＝ルネ・シャトーブリアン、ギュスターヴ・フローベール、アルフォンス・ド・ラマルティーヌ、アンドレ・ジイド、コレット、シモーヌ・ド・ボーヴォワール、パウル・クレーらがいた。ミシェル・フーコーはここで『知の考古学』（L'Archéologie du Savoir）を書いた。

## 観光

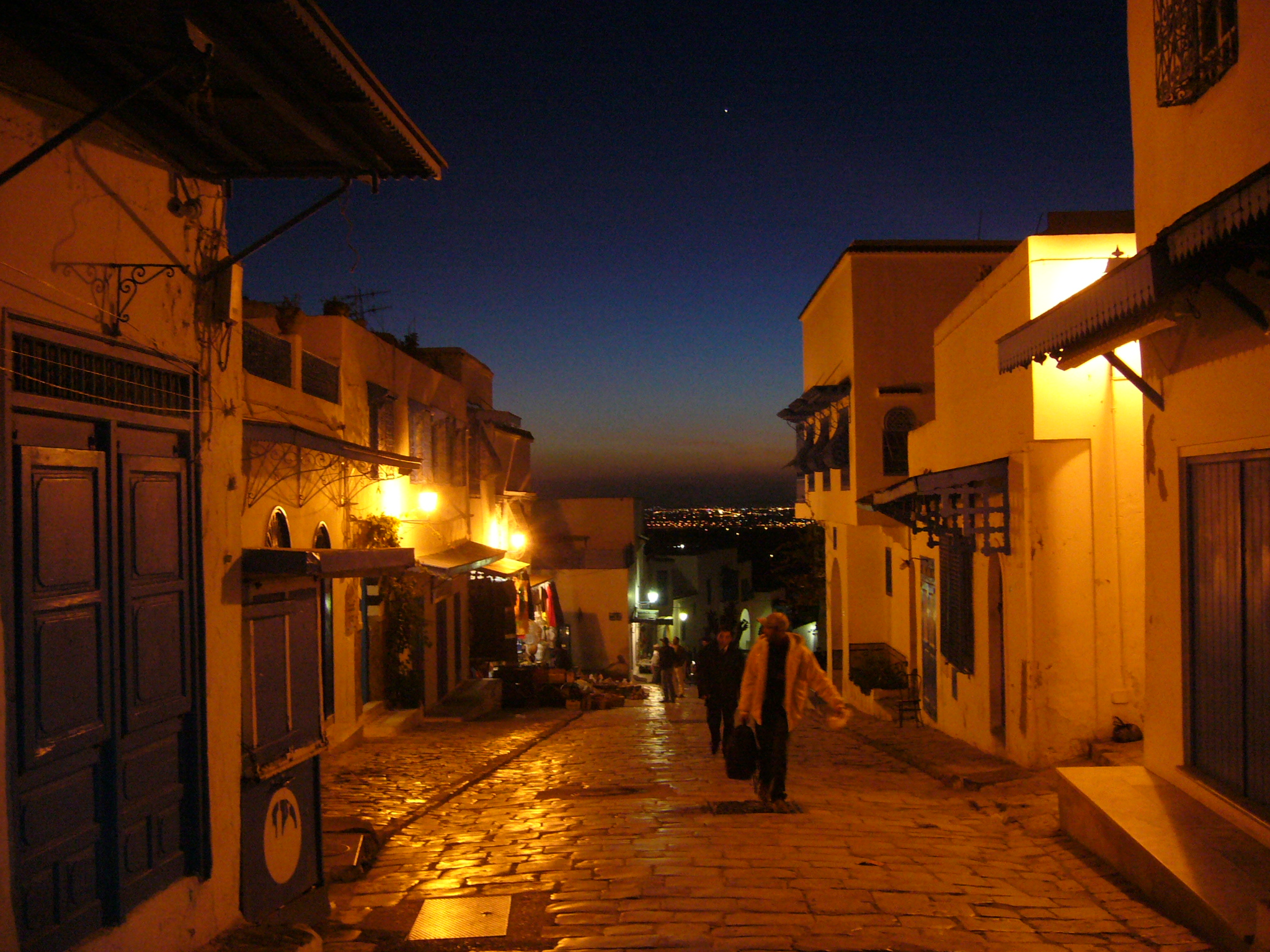
夜の小路

シディ・ブ・サイドの住宅は、アラブ建築、アンダルシア建築の組み合わされたもので、鮮やかな白い壁に青い扉が特徴である。曲がりくねった小路が行き当たりばったりに散らばっている。1915年に指定されてから、シディ・ブ・サイドは〈白と青の小さな楽園〉（petit paradis blanc et bleu）の異名がつけられた。